# Galela pallescens
Galela pallescens är en insektsart som först beskrevs av William Lucas Distant 1892.  Galela pallescens ingår i släktet Galela och familjen lyktstritar. Inga underarter finns listade i Catalogue of Life.